# SCGB3A2
SCGB3A2 (англ. Secretoglobin family 3A member 2) – білок, який кодується однойменним геном, розташованим у людей на короткому плечі 5-ї хромосоми. Довжина поліпептидного ланцюга білка становить 93 амінокислот, а молекулярна маса — 10 161.
| 10         |  | 20         |  | 30         |  | 40         |  | 50         |
| ---------- |  | ---------- |  | ---------- |  | ---------- |  | ---------- |
| MKLVTIFLLV |  | TISLCSYSAT |  | AFLINKVPLP |  | VDKLAPLPLD |  | NILPFMDPLK |
| LLLKTLGISV |  | EHLVEGLRKC |  | VNELGPEASE |  | AVKKLLEALS |  | HLV        |

A: Аланін

C: Цистеїн

D: Аспарагінова кислота

E: Глутамінова кислота

F: Фенілаланін

G: Гліцин

H: Гістидин

I: Ізолейцин

K: Лізин

L: Лейцин

M: Метіонін

N: Аспарагін

P: Пролін

R: Аргінін

S: Серин

T: Треонін

V: Валін

Задіяний у такому біологічному процесі, як поліморфізм. 
Секретований назовні.